# Sông Đa Dâng
Sông Đa Dâng (còn được viết là Đa Deung hay Đa Dung) là dòng thượng nguồn của sông Đồng Nai trên địa bàn tỉnh Lâm Đồng, Việt Nam.

## Dòng chảy
Sông bắt nguồn từ cao nguyên Lâm Viên ở phía bắc thị trấn Lạc Dương, huyện Lạc Dương, gần núi Langbiang (đoạn sông này còn được gọi là Suối Vàng) và chảy về hướng tây nam sang địa phận huyện Lâm Hà. Tại vùng giáp ranh hai huyện Lâm Hà và Đức Trọng, sông Đa Dâng có hai phụ lưu lớn là sông Cam Ly và sông Đa Nhim. Sông tiếp tục chảy dọc theo ranh giới hai huyện Lâm Hà và Di Linh đến vườn quốc gia Tà Đùng. Từ đây, sông trở thành ranh giới tự nhiên giữa hai cao nguyên vùng Nam Tây Nguyên là cao nguyên Di Linh ở phía nam và cao nguyên Mơ Nông ở phía bắc. Sông bắt đầu chảy vào vùng trung du thuộc Đông Nam Bộ tại khu vực giáp ranh ba tỉnh Lâm Đồng, Bình Phước, Đồng Nai và chính thức được gọi là sông Đồng Nai.

## Các công trình thủy điện
- Thủy điện Ankroet
- Thủy điện Đạ Dâng - Đạ Chomo
- Thủy điện Đạ Dâng 2
- Thủy điện Đồng Nai 2
- Thủy điện Đồng Nai 3
- Thủy điện Đồng Nai 4
- Thủy điện Đồng Nai 5

## Hình ảnh

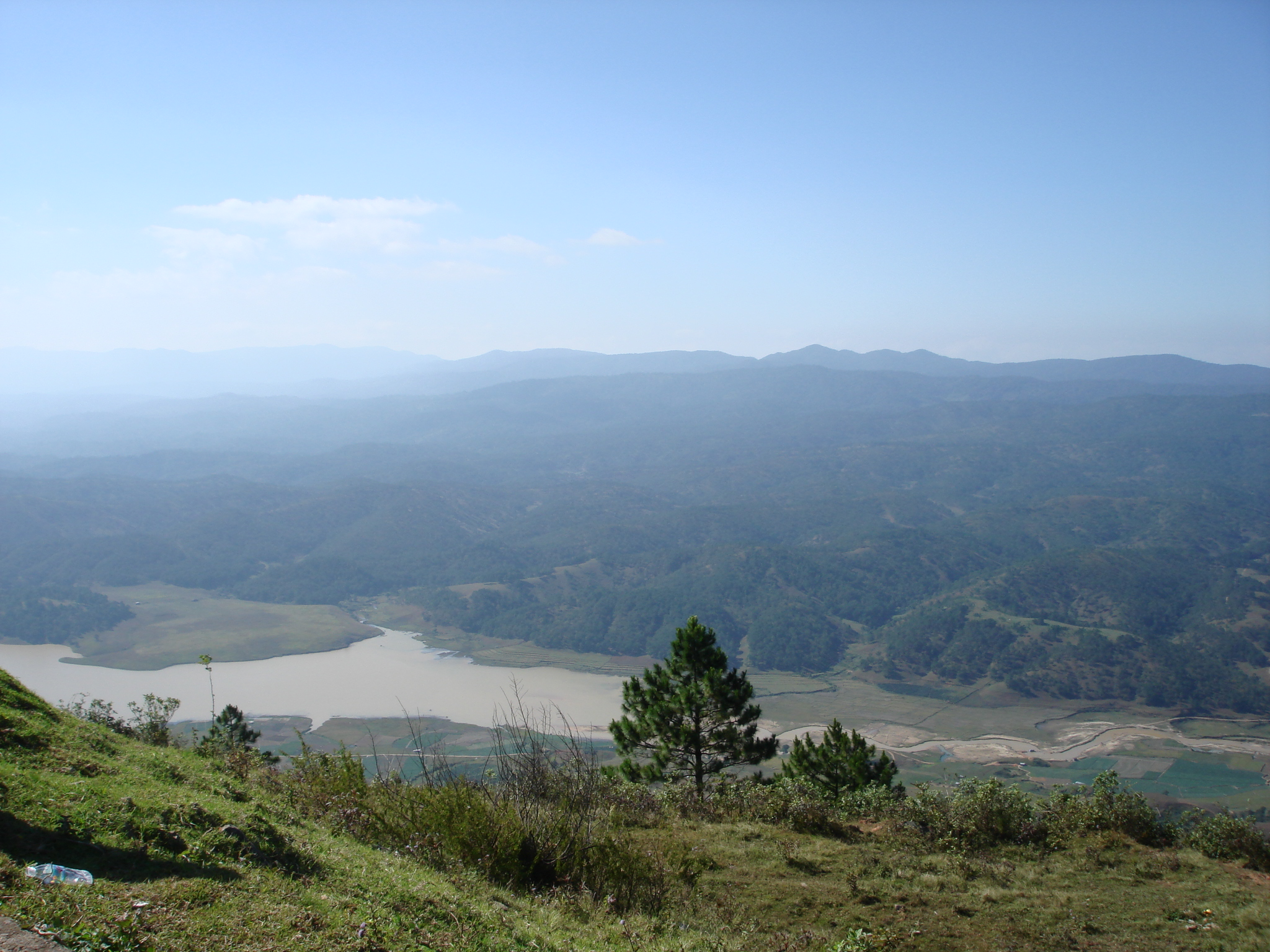
Hồ Suối Vàng trên địa bàn thị trấn Lạc Dương
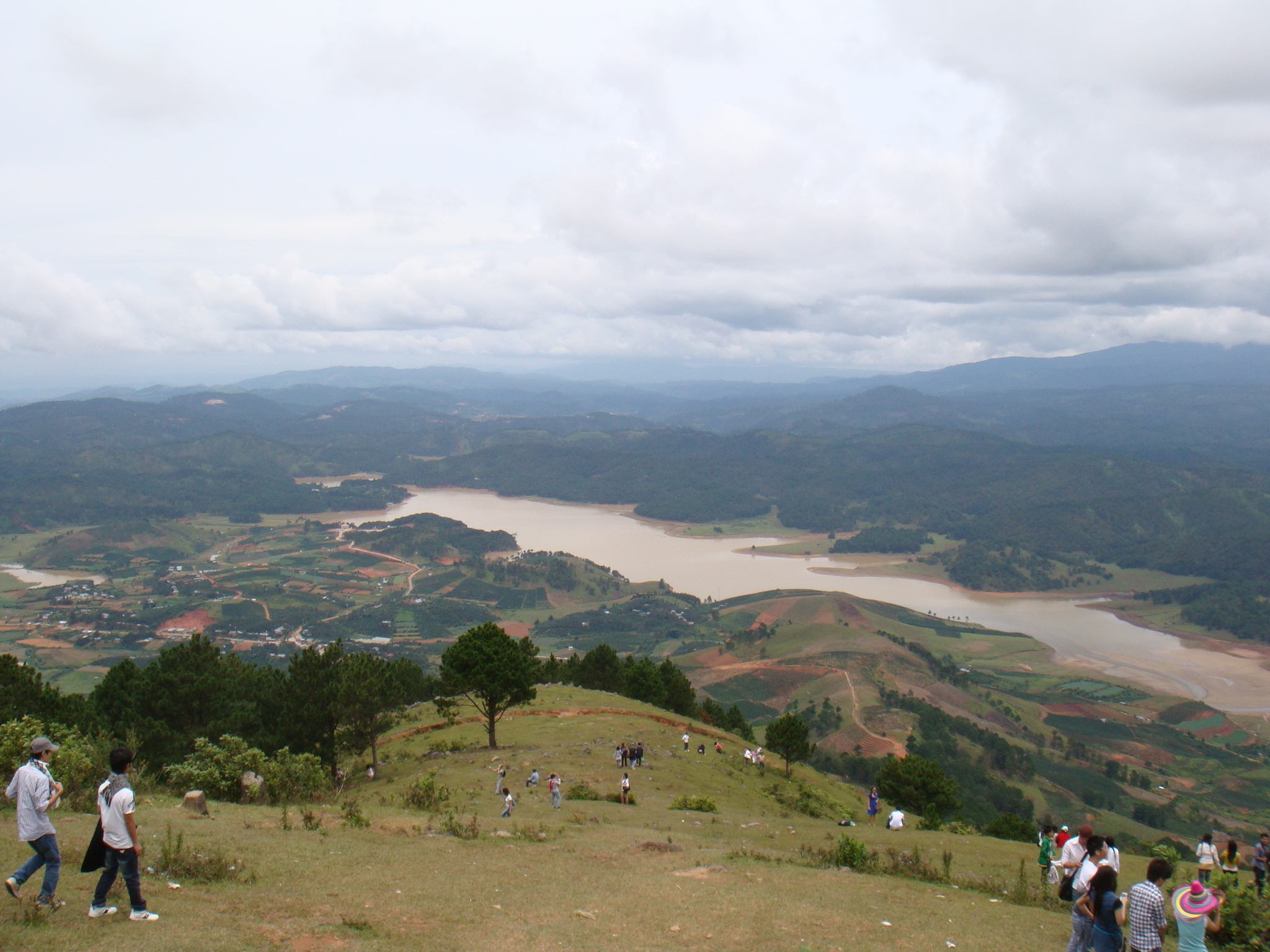
Hồ Suối Vàng nhìn từ núi Langbiang
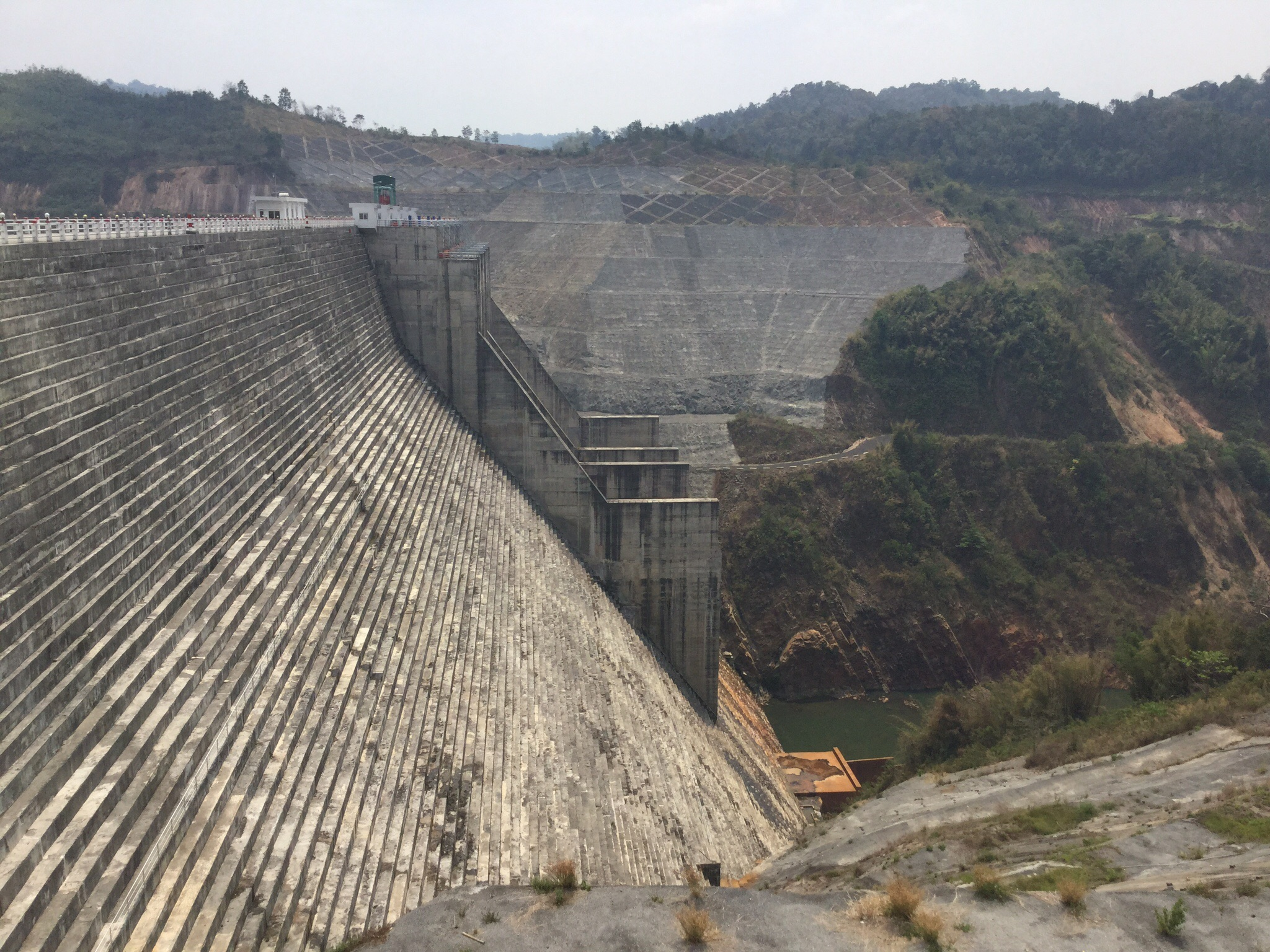
Đập thủy điện Đồng Nai 3
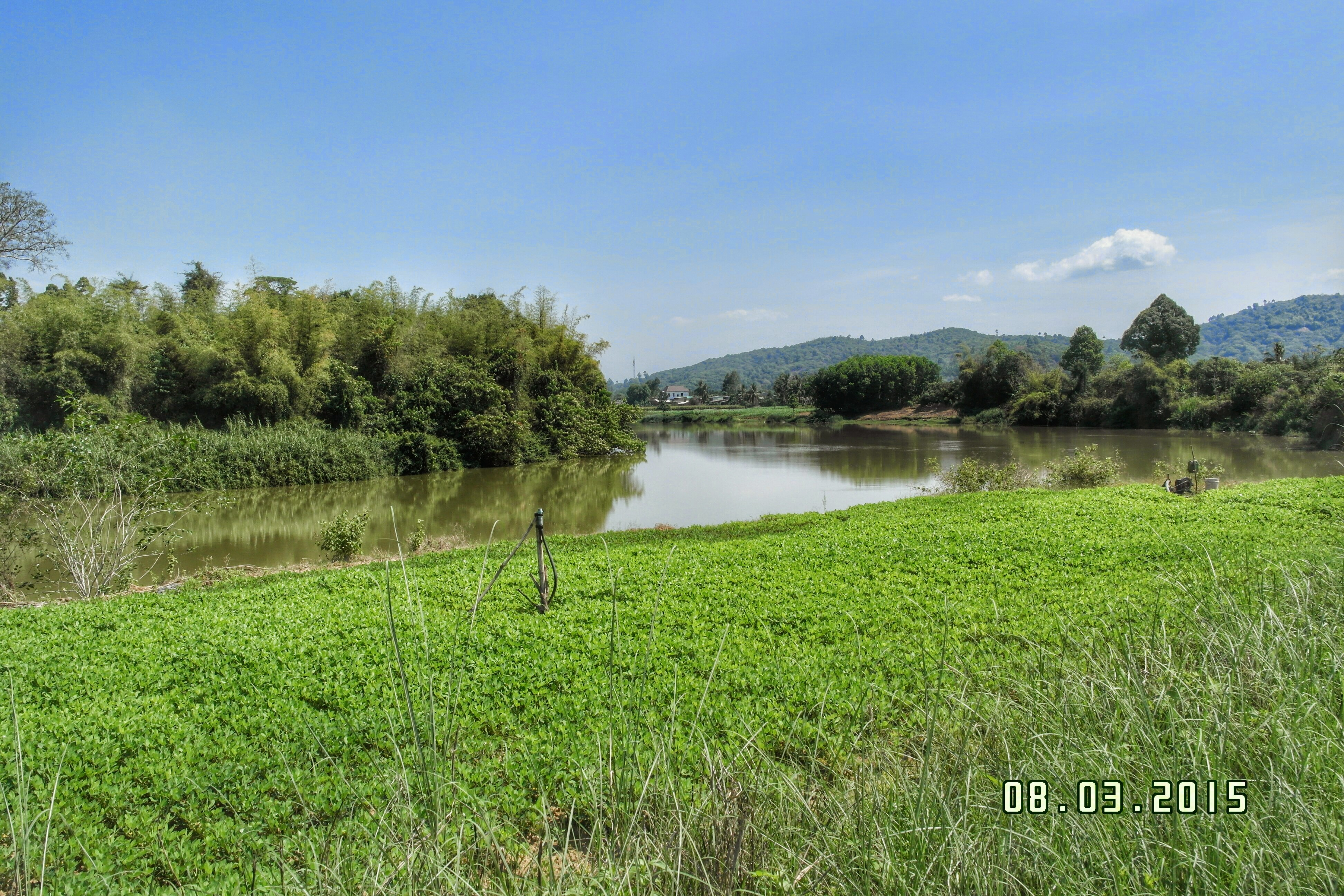
Sông Đa Dâng đoạn chảy qua xã Đạ Kho, huyện Đạ Huoai